# Октябрський (Комишловський район)
Октя́брський (рос. Октябрьский) — селище у складі Комишловського району Свердловської області. Входить до складу Обуховського сільського поселення.
Населення — 723 особи (2010, 698 у 2002).
Національний склад станом на 2002 рік: росіяни — 94 %.